# Beachsoccer-Weltmeisterschaft 1995
Die Beachsoccer-Weltmeisterschaft 1995 war die erste Austragung des Weltmeisterschaftsturnieres für Männer im Beachsoccer. Das Turnier fand im Januar 1995 in Copacabana, Rio de Janeiro, Brasilien statt.

## Teilnehmer
Für die Endrunde qualifizierten sich letztlich folgende 8 Nationalmannschaften aus den jeweiligen Kontinentalverbänden:
| 4 aus Europa                               | Deutschland | England        | Italien | Niederlande |
| 3 aus Südamerika                           | Argentinien | Brasilien (GG) | Uruguay |             |
| 1 aus Nord-, Mittelamerika und der Karibik | USA         |                |         |             |
| 0 aus Asien                                |             |                |         |             |
| 0 aus Afrika                               |             |                |         |             |
| 0 aus Ozeanien                             |             |                |         |             |

## Vorrunde

### Gruppe A
| Pl. | Land        | Sp. | S | U | N | Tore    | Diff. | Punkte |
| --- | ----------- | --- | - | - | - | ------- | ----- | ------ |
| 1.  | Brasilien   | 3   | 3 | 0 | 0 | 031:800 | +23   | 09     |
| 2.  | Italien     | 3   | 2 | 0 | 1 | 015:150 | ±0    | 06     |
| 3.  | Uruguay     | 3   | 1 | 0 | 2 | 018:180 | ±0    | 03     |
| 4.  | Niederlande | 3   | 0 | 0 | 3 | 007:300 | −23   | 0      |

|           |   |             |      |
| Italien   | – | Uruguay     | 7:6  |
| Brasilien | – | Niederlande | 16:2 |
| Italien   | – | Niederlande | 6:1  |
| Brasilien | – | Uruguay     | 7:4  |
| Uruguay   | – | Niederlande | 8:4  |
| Brasilien | – | Italien     | 8:2  |

### Gruppe B
| Pl. | Land        | Sp. | S | U | N | Tore    | Diff. | Punkte |
| --- | ----------- | --- | - | - | - | ------- | ----- | ------ |
| 1.  | USA         | 3   | 3 | 0 | 0 | 011:400 | +7    | 09     |
| 2.  | England     | 3   | 1 | 0 | 2 | 011:120 | −1    | 03     |
| 3.  | Argentinien | 3   | 1 | 0 | 2 | 004:600 | −2    | 03     |
| 4.  | Deutschland | 3   | 1 | 0 | 2 | 008:120 | −4    | 03     |

|             |   |             |     |
| USA         | – | Deutschland | 5:1 |
| Argentinien | – | England     | 3:2 |
| England     | – | Deutschland | 7:6 |
| USA         | – | Argentinien | 3:1 |
| Deutschland | – | Argentinien | 1:0 |
| USA         | – | England     | 3:2 |

## Finalrunde

### Halbfinale
|           |   |         |      |
| USA       | – | Italien | 4:3  |
| Brasilien | – | England | 13:2 |

### Spiel um Platz 3.
|         |   |         |     |
| England | – | Italien | 7:6 |

### Finale
|           |   |     |     |
| Brasilien | – | USA | 8:1 |

## Auszeichnungen
- Bester Spieler:  Zico,  Júnior
- Torschützenkönig:  Zico (12 Tore),  Altobelli (12 Tore)
- Bester Torwart:  Paulo Sérgio